# Вилает
Вилаѐт (на турски: vilâyet – виляйѐт, от арабски ولاية – уила̀я) е най-голямата административно-териториална единица – от 1-во равнище (за сравнение: най-близка с област или провинция) в Османската империя, наследилата я Турция, както и в някои арабски и други страни.

## Османска империя
Вилаетите са били административно-териториални единици с променян във времето размер. В началото е имало 2 големи провинции – Румелия (европейската част) и Анатолия (или Анадол, тоест Мала Азия). По времето на Сюлейман I (1529 – 1566) е имало 6 провинции (vilayet) или (eyalet), делящи се на различен брой санджаци. Вилаетите и санджаците са имали военна администрация. По-малките административни подразделения са съдебният окръг (кааза) и общината (нахия).
Около 1600 г. е имало 51 вилаета, към 1670 г. – 43. До 1854 г. броят им намалява до 35, а по силата на Закона за вилаетите от 1867 г. – на 28, останали до 1976 г.

## Съвременна Турция
Днес първостепенните единици носят названието в ед. ч. ил (на турски il) и в мн. ч. или/илове (на турски iller), но в България традиционно те се наричат вилаети.
Понастоящем вилаетите в Турция са 81 на брой. Те носят имената (с 2 изключения) на съответния административен център. Всеки вилает има номер с цифри, които са и първите 2 цифри на знаците на превозните средства (например на вилает Истанбул е 34).
Всеки вилает се дели на околии, наречени илчѐ (на турски ilçe), които отговарят на старото подразделение на вилаета – каазата.

## Средна Азия
Поради влиянието на Османската империя в Средна Азия се използва административният термин вилает (с променено произношение) за название на административно-териториалните единици в няколко средноазиатски страни:
- области в Афганистан (velayat)
- области в Таджикистан (ед.ч.: вилоят, мн.ч.: вилоятхо)
- области в Туркменистан (ед.ч.: viloyat, мн.ч.: viloyatlar)
- области в Узбекистан (ед.ч.: welayat, мн.ч.: welayatlar)

## Арабски страни
Терминът (с произношение на книжовен арабски уила̀я) се използва в следните страни:
- Алжир
- Мароко
- Мавритания
- Судан
- Оман

## Други страни
- Кения
- Малайзия – федерална територия (за разлика от съставните монархии)
- Танзания